# Classe Prabparapak
Le navi della classe Prabparapak sono una serie di motocannoniere lanciamissili in servizio presso la Kongthap Ruea Thai. 

## Storia
Nella prima metà degli anni settanta del XX secolo la Kongthap Ruea Thai ordinò presso il cantiere navale Singapore SB di Jurong, Singapore, la costruzione di tre motocannoniere lanciamissili classe Prabparapak (tipo Lürssen TNC 45), armate con missili superficie-superficie IAI Gabriel Mk.1.

## Tecnica

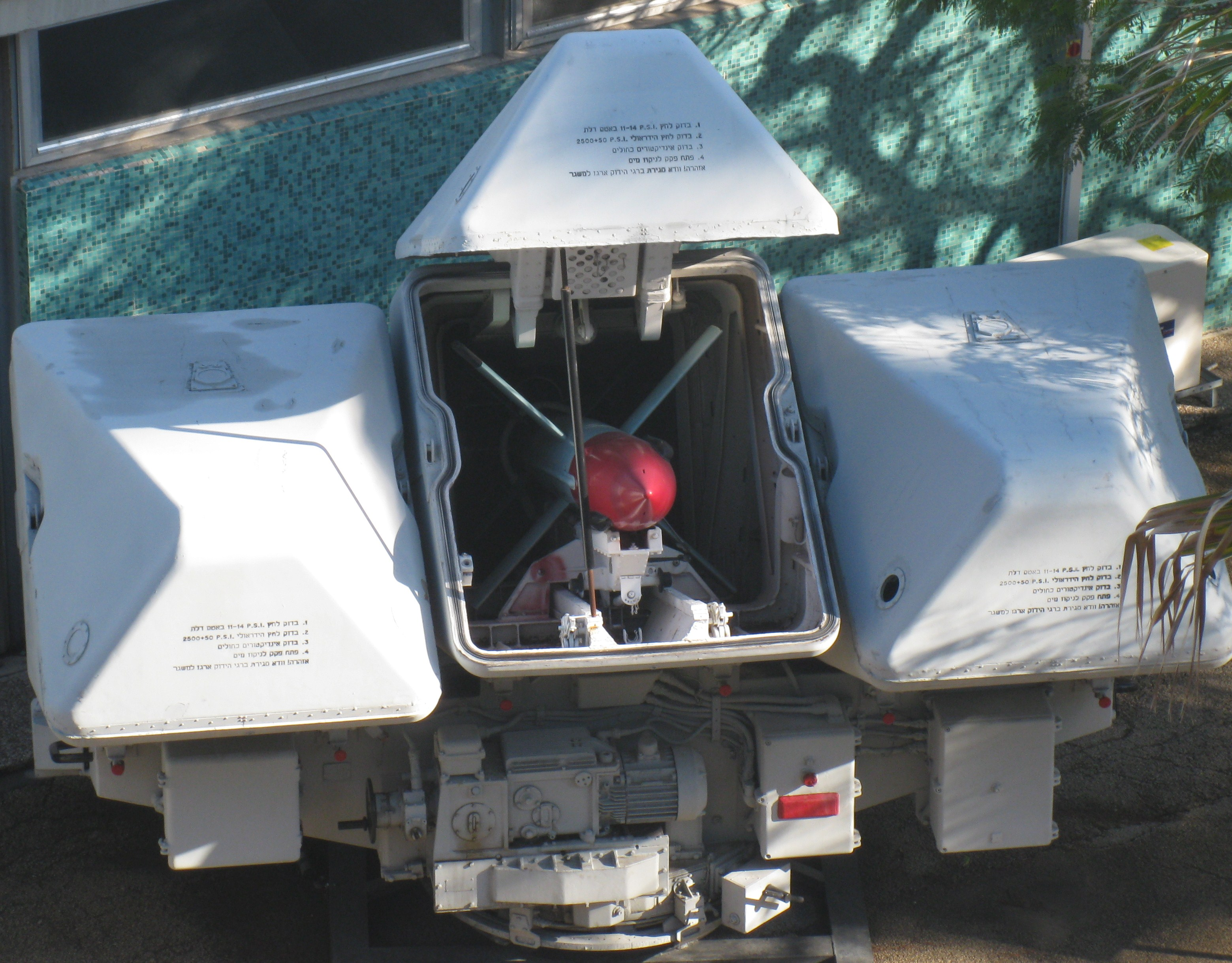
Lanciatore triplo per missili antinave IAI Gabriel esposto presso il Clandestine Immigration and Naval Museum di Haifa.

Il dislocamento delle navi classe Prabparapak è di 260 tonnellate a pieno carico e di 224 tonnellate standard. La lunghezza è di 49,40 m fuori tutto (47,25 m al pp), la larghezza di 7,40 m e il pescaggio di 2,40 m.
L'apparato propulsivo si basa su quattro motori diesel MTU 20V538 TB92 eroganti una potenza complessiva di 14 400 hp su 4 assi. La velocità massima raggiungibile e di 40 nodi.
L'autonomia in mare è pari a 1.500 mn a 16 nodi.
L'armamento principale si basa su un cannone Bofors SAK-57 Mk 1 cal.57/70 mm in impianto singolo a prora, un cannone Breda-Bofors Type 564 cal.40/70 mm in impianto singolo a poppa, e 5 missili superficie-superficie antinave IAI Gabriel Mk.1, suddivisi in un impianto triplo e due singoli. L'elettronica comprende un radar di navigazione Decca TM 626, mentre il radar di tiro è il Signaalapparaten WM 28.

## Impiego operativo
Nel corso degli anni le unità classe Prabparapak sono state sottoposte a un limitato programma di aggiornamento che ha visto l'installazione di un radar di navigazione Kelvin-Hughes Type 17, un sistema di guerra elettronica RDL-2, e due mitragliatrici cal. 12,7/90.
La Kongthap Ruea Thai ha pianificato il ritiro delle motomissilistiche classi Ratcharit (queste ultime armate con missili superficie-superficie antinave Aérospatiale MM-38 Exocet) e Prabparapak nel 2026.

## Unità
| N°    | Nome          | Varo             | Ingresso in servizio | Disarmo | Immagine | Note |
| ----- | ------------- | ---------------- | -------------------- | ------- | -------- | ---- |
| P-311 | Prabparapak   | 29 luglio 1975   | 28 luglio 1976       |         |          |      |
| P-312 | Hanhak Sattru | 28 ottobre 1975  | 6 novembre 1976      |         |          |      |
| P-313 | Suphairin     | 22 febbraio 1976 | 1º febbraio 1977     |         |          |      |

### Fonti
1. 1 2 3 4  Navypedia.
2. 1 2  Chant 2014, p. 305.
3. 1 2 3 4 5  Aviazione & Marina n.154, luglio (agosto) 1978, p. 60.
4. ↑  Defense World.